# Richard - Memories from the scrapbook
|  | Denne artikel er oprettet af botten PalnaBot ud fra en ekstern database. Den kan derfor have sproglige fejl eller mangler. Denne skabelon kan fjernes efter kontrol af indholdet. |

Richard - Memories from the scrapbook er en dansk kortfilm skrevet og instrueret af Anna Neye Poulsen.

## Handling
Frit baseret på Shakespeares "Richard d.3" og "Henrik d. 6. del 3". En fabuleren over ondskaben i os alle og dens konsekvenser individuelt såvel som kollektivt.